# Carlo Mascaretti
Carlo Mascaretti, más conocido con el seudónimo anagrama de Americo Scarlatti y también con el de Neo Ginesio (Pianello Val Tidone, 27 de enero de 1855 - Roma, 22 de mayo de 1928), fue un bibliotecario, escritor y periodista italiano.

## Biografía
Nacido en una pequeña ciudad de la actual provincia de Piacenza, licenciado en derecho, Carlo Mascaretti, bibliotecario de 1888 a 1925 en la Biblioteca Nacional de Roma, momento La Biblioteca Central Vittorio Emanuele II, ubicada en la antigua sede del Colegio Romano, debe su fama principalmente a la obra Et ab hic et ab hoc (traducida del latín: "Un poco de esto y un poco de aquello"), una colección en Doce volúmenes que tiene como subtítulo Stranezze, bizarrie, jokes and literary peleas, publicados de 1915 a 1934 (cuando se publicó el duodécimo y último volumen), por la Unione Tipografico-Editrice Torinese. En años más recientes, en 1988, la obra fue reeditada parcialmente por la editorial Salani con un prefacio de Guido Almansi.
Era primo del libretista Luigi Illica.
Para dar un ejemplo de las "travesuras literarias" recopiladas por Mascaretti e incluidas en su Et ab hic et ab hoc, podemos citar algunas líneas del poético scherzo Parole per musica de Pietro Ferrigni, conocido bajo el seudónimo de "Yorick hijo de Yorick":

Quando, talor frattanto, / Forse sebben così, / Giammai piuttosto alquanto / Come perché bensì: // Ecco repente altronde / Quasi eziandio perciò, / Anzi altresì laonde / Purtroppo, invan però! // Ma se per fin mediante / Quantunque attesoché, / Ahi! sempre nonostante, / Conciossiacosaché!

[Cuando, mientras tanto, a veces, / Quizás fue así, / Nunca un poco / Como por qué pero: // Aquí está repentinamente lo contrario / Casi ambos por lo tanto, / De hecho también la ola / Desafortunadamente, ¡pero en vano! // Pero si por a través / Aunque se esperaba, / ¡Ay! siempre a pesar, / Con+esto+tanto+como!]

## Trabajos

### Publicado bajo el seudónimo de Americo Scarlatti
- Fame dell'oro [Hambre de oro], Roma, Edoardo Perino, 1889.
- Referendum di una musa [Referéndum de una musa], Turín, Paravia, 1902.
- I soprannomi [Los apodos], s.l., s.n., 1903.
- I proverbi topici [Proverbios tópicos]. Roma, s.n., 1908.
- Le nove patrie [La nueva patria]. En revista "Minerva", Roma, Stab. Armani & Stein, 1915.
- I tre colori della nostra bandiera [Los tres colores de nuestra bandera]. En la revista "Minerva", Roma, Stab. Armani & Stein, 1915.
- La divinità della vittoria, la Germania in Campidoglio [La deidad de la victoria, Alemania en el Capitolio]. En "Scena illustrata", núm. 11, Florencia, Stab. tip. de la Scena ilustrata, 1915.
- Et ab hic et ab hoc, 12 vols., Turín, Utet, 1915-1934. Comprende:

1: Amenità letterarie [Amenidades literarias], 1915.
2: Il castello dei sogni [El castillo de los sueños], 1918.
3: Corpusculum inscriptionum, 1920.
4: Altre iscrizioni eclettiche [Otras inscripciones eclécticas], 1921.
5: Iscrizioni caratteristiche di edifici [Inscripciones características de edificios], 1922.
6: Curiosità storiche [Curiosidades históricas], 1925.
7: Curiosità del commercio e della vita [Curiosidades del comercio y la vida], 1927.
8: Mondo femminile ignoto [Mundo femenino desconocido], 1928.
9: Le malattie del linguaggio [Enfermedades del habla], 1930.
10: Nomi, cognomi e soprannomi [Nombres, apellidos y apodos], 1931.
11: Curiosità bibliografiche [Curiosidades bibliográficas], 1932.
12: Curiosità artistiche [Curiosidades artísticas], 1934.
- La nostra guerra e la poesia [Nuestra guerra y poesía], Roma, Stab. E. Armani, 1916.
- Canto dei figli d'Italia [Canción de los hijos de Italia]. En la revista "Minerva", 16 de enero de 1917.
- Il "castello dei sogni" e la necessità del dolore [El "castillo de los sueños" y la necesidad del dolor]. En la revista "Minerva", Roma, s.n., 1917.
- Il poeta deputato [El poeta adjunto]. En la revista "Minerva", Roma, Stab. E. Armani, 1919?
- Commemorazione di Luigi Illica. A cura del Comitato per le onoranze e della Deputazione teatrale. Teatro Municipale di Piacenza [Conmemoración de Luigi Illica. Por el Comité de Honores y la Diputación de Teatro. Teatro Municipal de Piacenza], Piacenza, Stab. Tip. Piacentino, 1921.
- Sulle ali della fantasia. Storie d'ogni colore [En alas de la fantasía. Historias de todos los colores], Piacenza, Porta, 1922.
- Le incompatibilità della massoneria [Las incompatibilidades de la masonería], Florencia, Stab. tip. Scena ilustrata, 1923.
- Il tesoro inviolabile. Romanzo storico egiziano dell'epoca dei faraoni [El tesoro inviolable. Novela histórica egipcia de la época de los faraones], Turín, Cosmopolis, 1927.

### Publicado bajo el seudónimo de Neo Ginesio
- In morte di Vittorio Emanuele II. Primo re d'Italia. Carme di Neo Ginesio [En la muerte de Vittorio Emanuele II. Primer rey de Italia. Poema de Neo Ginesio], Roma, Tipografía del Senado, 1878.
- Alla luna. Carme secolare [A la Luna. Poema secular], Milán, Tipografía editorial lombarda, 1879.
- Erotica. Canzoniere arci-stecchettiano [Erótica. Cancionero arci-stecchettiano], Turín, G. Candeletti, 1880.
- Protestiamo [Protestamos], Turín, Tipografía edit. G. Candeletti, 1880.
- Il libro dei peccati. Almanacco opimo [El libro de los pecados. Almanaque Opimo], año 1, Turín, Tipografía Lit. Fratelli Pozzo, 1885.
- Il mio programma. Elezioni generali politiche del 1886 [Mi programa. Elecciones políticas generales de 1886], Turín, Tipografía Festa e Tarizzo, 1886.
- Sugli amori degli uomini del prof. Paolo Mantegazza. Pornologio, con aggiunta la Risurrezione di Sbarbaro [Sobre los amores de los hombres por el prof. Paolo Mantegazza. Pornologio, con el añadido de la Resurrección de Sbarbaro], Turín, Tipografía Lit. Fratello Pezzo, 1886.

## Artículos relacionados
- Sin sentido
- Extraño (enigmistica)
- Paronomasia

## Otros proyectos
- Wikiquote contiene citas de Carlo Mascaretti